# Stanisław Wróblewski
Stanisław Eugeniusz Wróblewski (13. září 1959 Kutno – 3. června 2019) byl polský zápasník, reprezentant v zápase řecko-římském. V roce 1980 vybojoval na olympijských hrách v Moskvě šesté místo v kategorii do 52 kg. V roce 1986 vybojoval čtvrté a v roce 1990 šesté místo na mistrovství Evropy. V roce 1986 a 1989 vybojoval národní titul.